# Der pädosexuelle Komplex
Der pädosexuelle Komplex – Handbuch für Betroffene und ihre Gegner ist ein Sammelwerk über den sozialen und juristischen Rahmen für sexuelle Handlungen mit Minderjährigen. Es wurde 1988 von dem späteren Hochschullehrer für Soziologie Joachim Stephan Hohmann (1953–1999) unter dem Pseudonym Angelo Leopardi herausgegeben. Der Buchtitel hält, im Gegensatz zur wissenschaftlichen Nomenklatur, die wichtige Abgrenzung zwischen Päderastie und Pädophilie einerseits, bei der sich das begehrte Objekt im präpubertären Stadium befindet, und der unter Ephebophilie beschriebenen Zuneigung zu Adoleszenten andererseits nicht ein. Der in der Öffentlichkeit oft verwischte  Unterschied ist sexualwissenschaftlich wie kriminologisch von großer Bedeutung.
Volker Beck warf dem Herausgeber vor, seinen Beitrag verfälscht zu haben. Der Spiegel konnte jedoch zeigen, dass die Änderungen nur marginal waren.

## Inhalte
Das Werk ist in vier Abschnitte gegliedert:
- Gewaltfrei und einvernehmlich enthält sieben Beiträge aus historischer Sicht
- Ein Leben voll Angst beschreibt in sieben Beiträgen die Situation pädophiler Menschen im Alltag
- Kein Recht auf Zärtlichkeit setzt sich in elf Beiträgen mit Rechtsprechung und Psychiatrie auseinander unter anderem mit einem Blick auf das Ausland, aber auch mit einer Dokumentation über die „Kinder-Sexualität bei den Grünen“
- Stichwort: Emanzipation mit sieben Beiträgen, unter anderem ein Interview mit Frits Bernard und der Beitrag „Kinder brauchen Zärtlichkeit“ des „Vereins für sexuelle Gleichberechtigung“ sowie ein Beitrag der „Fachgruppe Kindersexualität und Pädophilie in der Arbeitsgemeinschaft Humane Sexualität (AHS)“.

Das Buch nennt unter den jeweiligen Beiträgen als Autoren Volker Beck, Bruno Bendig, Frits Bernard, Edward Brongersma, Thomas J. Göbel, Rene Karthaus, Eberhard Schorsch, Volkmar Sigusch, Wolfgang Tomasek, Wolf Vogel, Thomas Wagner, Peter F. Walter, Johannes Werres und Alexander Ziegler. Zu den Autoren zählten somit Pädagogen, Sozialwissenschaftler, Psychologen, Theologen und Juristen.

### Kapitel „Das Strafrecht ändern? Plädoyer für eine realistische Neuorientierung der Sexualpolitik“
Unter der Angabe von Volker Beck als Autor erschien der Beitrag „Das Strafrecht ändern? Plädoyer für eine realistische Neuorientierung der Sexualpolitik“ zur Frage der Entkriminalisierung der Pädosexualität (Seiten 255 bis 268). Der Beitrag von Beck erfolge laut Herausgeber „aus dem Blick des Schwulenpolitikers“ und stelle die „Sicht des Sexualpolikers“ dar. Tatsächlich hat das Typoskript eine andere  Überschrift: „Reformistischer Aufbruch und Abschied von einer radikalen Forderung“.
Beklagt wurde in diesem Essay unter anderem, dass besseres Sachverständigenwissen im Sonderausschuss des Deutschen Bundestages, der das Vierte Gesetz zur Reform des Strafrechts (16. November 1973; BGBl. I, 1725) vorbereitete, nicht auch zu einer Liberalisierung der Pädosexualität verwendet wurde: „Allerdings hat der Sonderausschuss (…) sich wider besseres Sachverständigenwissen für eine generelle Strafbarkeit der Sexualität mit Kindern entschieden.“
Im August 2007 äußerte sich Beck in einem Interview auf abgeordnetenwatch.de: „(…)  der damalige Abdruck war nicht autorisiert und im Sinn durch eine freie Redigierung vom Herausgeber verfälscht.“ Über seine damalige Haltung  sagte Beck ferner: „Ich habe mich seit Ende der 80er Jahre intensiv mit den Berichten von Vereinen wie Wildwasser oder Zartbitter über die Arbeit mit Opfern sexualisierter Gewalt bzw. sexuellen Missbrauchs auseinandergesetzt. Seitdem habe ich mit Liberalisierungsüberlegungen zum Sexualstrafrecht, die über die 1994 in Deutschland erfolgte Gleichstellung von Hetero- und Homosexualität (Streichung des § 175 StGB) hinausgehen, völlig gebrochen und bin Forderungen in diese Richtung immer entgegengetreten.“
Am 25. März 2010 sprach Erika Steinbach (CDU) Beck während einer Bundestagssitzung an, warum er das Buch dann nicht einfach verboten habe. Beck antwortete: „Ich würde doch keine Bücher verbieten!“
Beck erklärte im Mai 2013 gegenüber der Frankfurter Allgemeinen Zeitung: „Nach meiner Erinnerung ist das Justiziariat der Grünen Fraktion damals gegen Verlag und/oder Herausgeber vorgegangen.“ Gegenüber der Frankfurter Rundschau sagte Beck 2013: „Meiner Erinnerung nach fiel Pädophilen-kritisches weg, anderes wurde aufgepeppt. Aber auch in dieser verfälschten Fassung wandte sich der Text eindeutig gegen die Forderung, das Sexualstrafrecht abzuschaffen. Gleichwohl war auch ich in jener Zeit in dem Irrtum gefangen, dass sexueller Missbrauch und manche pädophile Handlungen unterschiedliche Tatbestände seien.“
Am 19. September 2013 publizierte die Frankfurter Rundschau die Ergebnisse eines Vergleichs des gedruckten Textes mit dem von Franz Walter und Stephan Klecha im Archiv Grünes Gedächtnis aufgefundenen Skript. Beck sieht sich durch den Fund bestätigt: „Der Herausgeber habe ehedem seine zentrale Aussage, den ‚Abschied von einer radikalen Forderung‘ (gemeint war die Abschaffung des Sexualstrafrechts) wegredigiert. Die Überschrift habe erkennbar nicht ins Konzept des Herausgebers gepasst – ‚war sie doch eine klare Absage an eine damals gängige Forderung in der Schwulenbewegung‘.“ 2007 hatte Beck in einem Interview auf abgeordnetenwatch.de erklärt, der damalige Abdruck sei nicht autorisiert und durch eine freie Redigierung vom Herausgeber im Sinn verfälscht worden. „Nicht nur die Texte des Grünen-Politikers wurden in einem umstrittenen Buch offenbar verfälscht“, schreibt die Welt. Am 20. September 2013, zwei Tage vor der Bundestagswahl 2013, berichtete Spiegel Online, dass der Buchbeitrag Becks „nicht inhaltlich verfälscht worden“ sei, und nannte diese Erklärung Becks eine „Täuschung der Öffentlichkeit“. Das Nachrichtenmagazin veröffentlichte zugleich das Original-Manuskript des umstrittenen Textes. Verändert worden waren der Titel und eine Zwischenüberschrift, ein einzelner Satz wurde ohne Sinnentstellung gekürzt. Beck versuchte, die Veröffentlichung seines Originalmanuskripts durch den Spiegel gerichtlich zu unterbinden, da der urheberrechtlich geschützte Text ohne seine Zustimmung veröffentlicht worden sei. In zwei Gerichtsinstanzen war Beck erfolgreich: beim Landgericht Berlin (Urteil vom 17. Juni 2014 – Az. 15 O 546/13) und beim Kammergericht (Urteil vom 7. Oktober 2015 – Az. 24 U 124/14). Auf die Revision beim Bundesgerichtshof entschied der I. Zivilsenat des Bundesgerichtshofs am 30. April 2020 (Az. I ZR 228/15) unter Verweis auf § 50 UrhG, dass die Veröffentlichung von Buchbeiträgen eines Bundestagsabgeordneten auf einem Internet-Nachrichtenportal zulässig war.

### Kapitel „‚Ich brenne ihm den Trieb weg!‘ Interview zum Thema Stereotaxie“
Das Buch enthält ein angebliches Interview mit Volkmar Sigusch unter dem Titel „‚Ich brenne ihm den Trieb weg!‘ Interview zum Thema Stereotaxie“ (Seiten 192 bis 194).
Zum Inhalt zählte die Forderung, dass man keine Gehirnoperationen bei Straftätern durchführen sollte; stereotaktische Eingriffe an vielen Pädophilen, Homosexuellen und Strafgefangenen seien „medizinethisch sehr problematisch“.
Gegenüber der Welt sagte Sigusch im Mai 2013: „Ich habe nie mit Herrn Hohmann gesprochen und ihm daher auch nie ein Interview gegeben.“ Sigusch distanziert sich nicht vom Inhalt, aber vom Vorgehen: „Offensichtlich hat er sich Sätze, die ich damals an anderer Stelle über stereotaktische Hirnoperationen gesagt hatte, zusammengesucht, um daraus dann auf eigene Faust dieses ‚Interview‘ zu basteln.“

## Rezeption
Das Buch wurde ebenso wie Der grosse Basar von Daniel Cohn-Bendit in der Pädophilie-Debatte 2013 öffentlich diskutiert, die unter anderem in einem wissenschaftlichen Aufklärungsprojekt mündete. Im Vorfeld der Bundestagswahl 2013 stellte Alexander Dobrindt (CSU) die Glaubwürdigkeit Volker Becks in Frage.
Im Zusammenhang mit der Debatte um den Buchbeitrag Becks wurden von Volker Beck juristische Schritte angestrengt:
- Alexander Dobrindt wurde vom Landgericht Berlin untersagt, wörtlich oder sinngemäß zu äußern, Volker Beck sei „Vorsitzender der Pädophilen-AG“ gewesen (28. Mai 2013, AZ. 27 O 314/13).[21]
- Der Landesverband Bayern der Jungen Union (JU) verpflichtete sich gegenüber Beck am 29. Mai 2013 außergerichtlich, seinen Beitrag Das Strafrecht ändern nicht mehr zu verbreiten, „ohne darauf hinzuweisen, dass der damalige Abdruck nicht autorisiert war und im Sinn durch eine freie Redigierung des Herausgebers verfälscht wurde“.[22]
- Das Landgericht Berlin untersagte Erika Steinbach mit Beschluss vom 15. August 2013 (AZ. 27 O 483/13), wörtlich oder sinngemäß zu äußern, dass Volker Beck Mitherausgeber des Buches sei.[23]

Von den Betroffenenverbänden wurde im Zuge dieser Debatte Kritik geübt, so forderte netzwerkB im Juli 2013 auch personelle Konsequenzen: „Volker Beck, Daniel Cohn-Bendit und andere waren Akteure in der Verharmlosung und Ideologisierung von Pädosexualität, die sich mindestens über einen Zeitraum von 1969 bis 1988 über mehr als 30 Jahre erstreckte und seitdem von den Grünen bis heute vertuscht wird. (…) Die Schreibtischtäter von damals streben auch heute noch nach Ämtern und öffentlicher Anerkennung. Für uns als Opfer ist das unerträglich.“

## Andere Bücher Hohmanns
Hohmann gab auch weitere Bücher zum Thema Pädosexualität heraus. 2013 setzte sich die Frankfurter Allgemeine Zeitung mit dem von Hohmann 1980 herausgegebenen Sammelwerk Pädophilie heute. Berichte, Meinungen und Interviews zur sexuellen Befreiung des Kindes auseinander.